# Stallehr
Stallehr  ist eine Gemeinde im österreichischen Bundesland Vorarlberg. Sowohl von der Einwohnerzahl her als auch von der Fläche des Gemeindegebiets ist Stallehr eine der kleinsten Gemeinden Vorarlbergs: Mit ihrem 1,64 km² großen Gemeindegebiet ist sie die zweitkleinste Gemeinde des Bundeslandes und kleinste Gemeinde im Bezirk Bludenz, mit 290 Einwohnern (Stand 1. Jänner 2024) die viertkleinste Gemeinde Vorarlbergs und ebenfalls kleinste Gemeinde im politischen Bezirk.
Die geografisch am Ausgang des Klostertals zum Walgau liegende Gemeinde grenzt direkt an den Siedlungsraum der zur Bezirkshauptstadt Bludenz gehörenden Siedlung Bings an und gehört historisch und kulturell (wenn auch nicht geografisch) zum Montafon.

## Geografie
Stallehr liegt im westlichsten Bundesland Österreichs, Vorarlberg, im Bezirk Bludenz auf 600 Metern Höhe. Es liegt am Ausgang des Klostertales am nordöstlichsten Fuße des Davennakopfes, welcher der westlichste Zipfel des Verwall ist. Durch dessen steile Nordflanken wird das Gemeindegebiet im Winter erheblich abgeschattet. Nachbargemeinden sind Bludenz und Lorüns. Geografisch gehört die Gemeinde Stallehr nicht zum Montafon, da sie nicht im Tal der Ill, sondern im Tal der Alfenz und somit im Klostertal liegt. Historisch finden sich aber zahlreiche Anknüpfungspunkte an die Gemeinden des Montafons, wie etwa die Zugehörigkeit der Gemeinde zum Stand Montafon.
Die Gemeinde hat eine Fläche von 1,64 Quadratkilometer. Davon sind 13 Prozent landwirtschaftliche Nutzfläche und 68 Prozent der Fläche sind bewaldet.

### Gliederung
Es existieren keine weiteren Katastralgemeinden in Stallehr.

### Nachbargemeinden
|  | Bludenz                                     |
|  | Kompassrose, die auf Nachbargemeinden zeigt |
|  | Lorüns                                      |

## Geschichte
Die erste Besiedlung dürfte bereits in römischer, vielleicht sogar schon in vorrömischer Zeit von Bludenz als dem Hauptort des Walgaus aus, vor sich gegangen sein.
Zwischen 1531 und 1612 wurde der Ort wiederholt von der Pest heimgesucht. 1640 wurde die Kirche in Stallehr geweiht.
Die Habsburger regierten die Orte in Vorarlberg wechselnd von Tirol und Vorderösterreich (Freiburg im Breisgau) aus. Von 1805 bis 1814 kam das Gebiet unter bayrischer Herrschaft, dann wieder zu Österreich.
Stallehr gehört seit Mitte des 16. Jahrhunderts zum Montafon. Zum österreichischen Bundesland Vorarlberg gehört Stallehr seit der Gründung 1861.
Im Jahre 1939 wurde Stallehr nach Bludenz eingemeindet, was bis zur am 8. Dezember 1946 erfolgten Wahl bestand, bei welcher sich die Stallehrer mit überwiegender Mehrheit auf Trennung von Bludenz entschieden. Mit Beginn des Jahres 1947 wurde Stallehr zu einer selbständigen Gemeinde erklärt.
Stallehr war 1945 bis 1955 Teil der französischen Besatzungszone in Österreich.

### Name
Der Name „Stallehr“ leitet sich vom lateinischen „stabularia“ – also Stallungen ab. Der Name scheint urkundlich erstmals 1355, in der Folge 1394 als Stallär, 1497 Stallör, 1531 und 1571 Stallara, 1646 Stallehrs, 1792 Stallühr und 1802 als Stallehr auf. Seit dem Jahr 1802 führt der Ort den Namen unverändert fort.

## Kultur und Sehenswürdigkeiten
- Burgstall Diebsschlössle
- Wallfahrtskirche Mariä Geburt

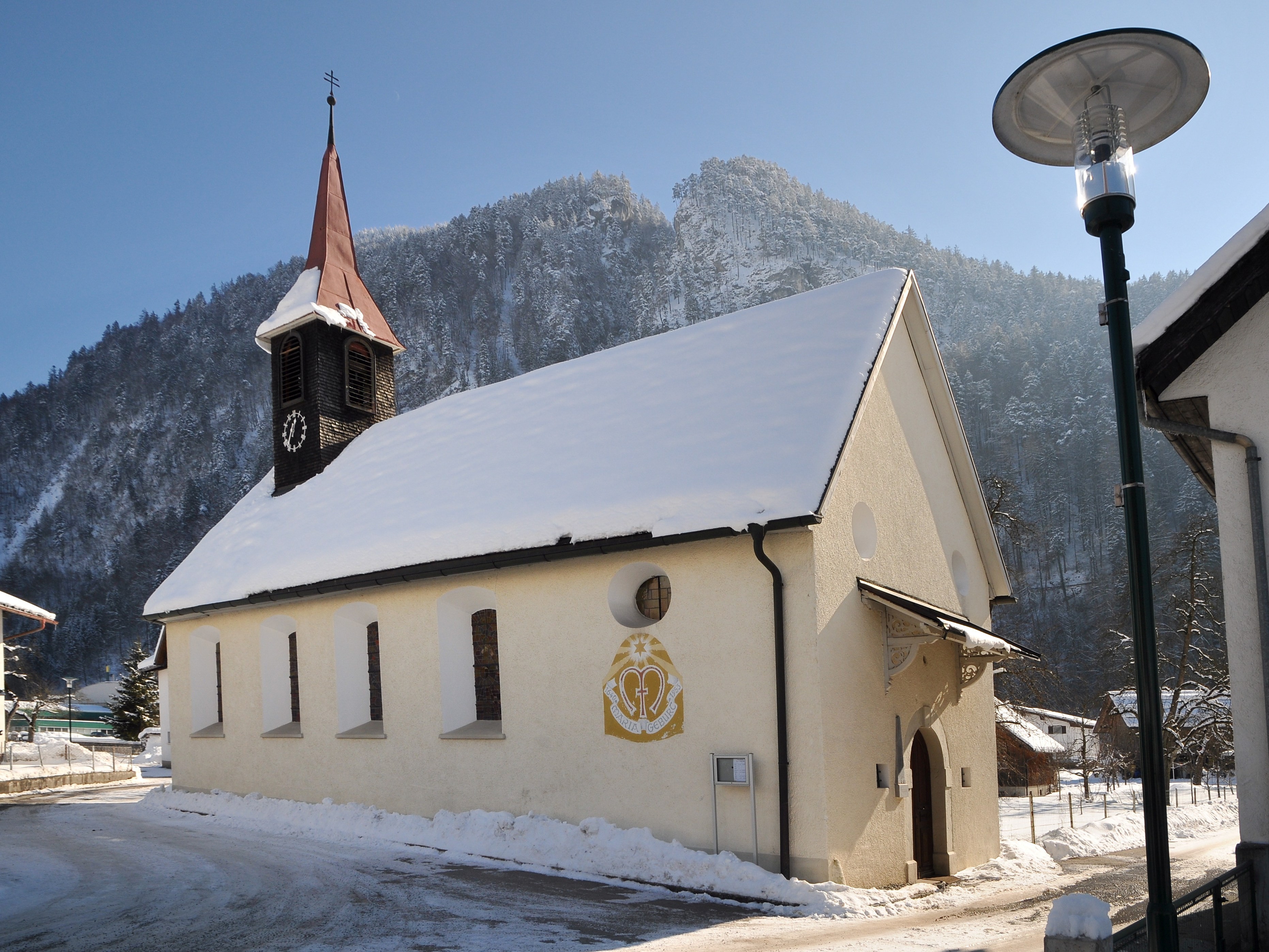
Wallfahrtskirche Mariä Geburt

- Gemeindesaal mit Fassadengemälde Ritter von Rudberg, Ruine Diebschlößle und Bergknappen von Konrad Honold aus dem Jahre 1964.

## Wirtschaft und Infrastruktur
Im Jahr 2003 gab es in Stallehr 109 lohnsteuerpflichtige Erwerbstätige. Arbeitsplätze bieten die Firma Getränke Ganahl-Arlberg Limonaden, das Brech- und Siebwerk Lorüns, das Unternehmen Transbeton sowie eine Zimmerei. Am Ortseingang befindet sich die alteingesessene Pension Alfenz.

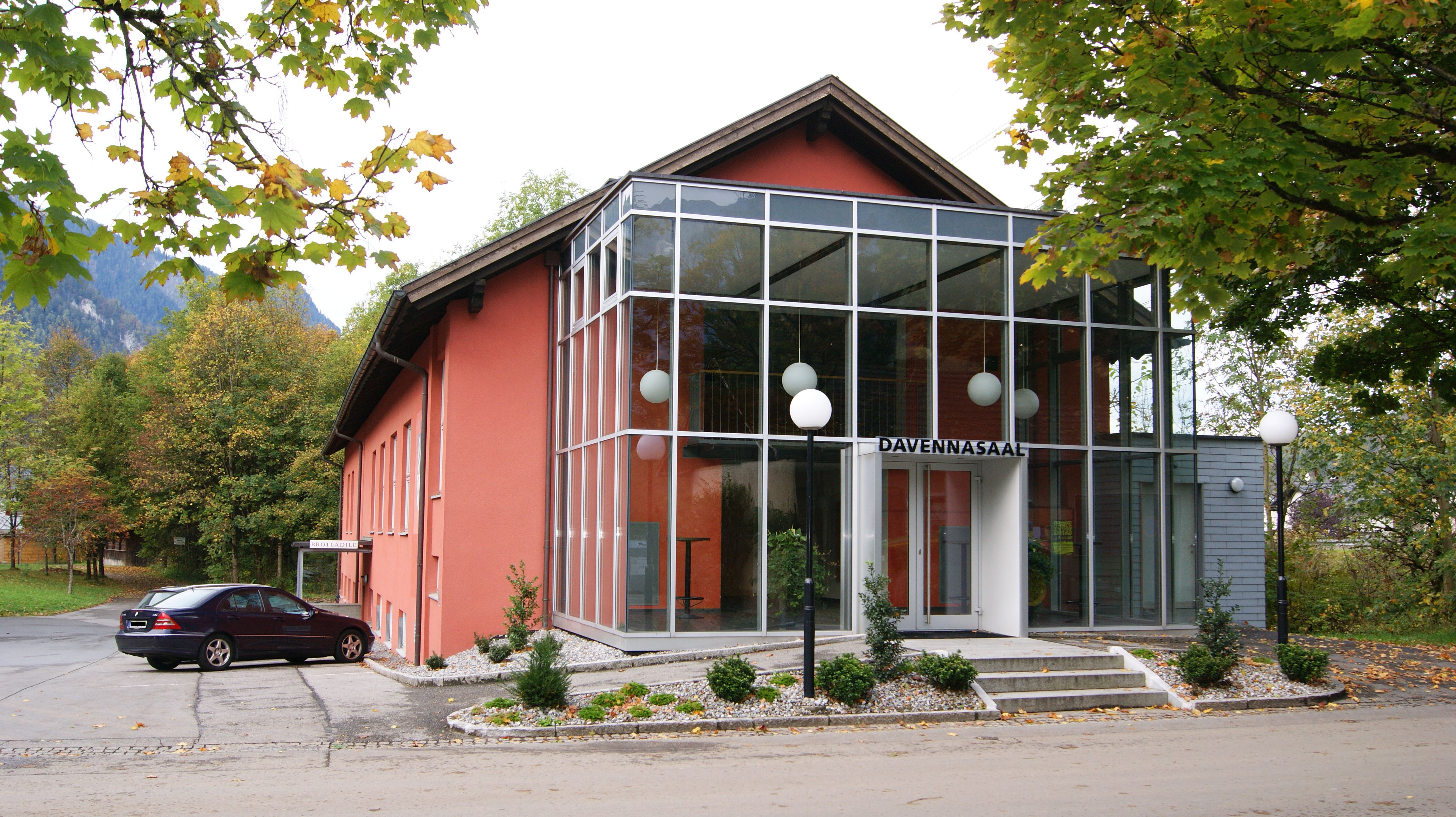
Veranstaltungszentrum Davennasaal

Für die dörfliche Infrastruktur steht der mit viel Eigenmitteln der Bewohner erbaute und umgestaltete Davennasaal  als Veranstaltungssaal mit ca. 200 Sitzplätzen für Kulturveranstaltungen und Zusammenkünfte aller Art zur Verfügung. Weiterhin sind eine werktags morgens geöffnete Filiale einer Bludenzer Bäckerei, ein Jugendraum, ein Probelokal für die Harmoniemusik, Räumlichkeiten für die Betreuung von Senioren, ein Proberaum für den Chor Sunshine sowie weitere Räumlichkeiten zur öffentlichen Nutzung im Gebäude des Davennasaals untergebracht.
Die Gemeinde Stallehr ist mit einer Haltestelle der Landbuslinie 90 am Ortseingang in das Öffentliche Nahverkehrsnetz eingebunden. Die Haltestelle Brunnenfeld–Stallehr der Montafonerbahn ist etwa 1300 m Luftlinie vom Dorfkern entfernt. Für Freizeitaktivitäten laden ein Kleinfeld-Sportplatz, ein Radweg, Wanderwege sowie im Winter eine Langlaufloipe ein. Durch die unmittelbare Nähe des Gemeindegebiets zur Arlberg-Schnellstraße S 16, zu welcher es lediglich durch das Flussbett der Alfenz eine geringe Distanz hat, besteht eine große Lärmbelastung im Ort. Erhebliche Teile der Gemeinde werden dauerhaft mit durchschnittlich 55 bis 60 dB(A) beschallt, einige Häuser nahe an der Straße sogar mit durchschnittlich 60 bis 65 dB(A) 24 Stunden rund um die Uhr.

### Bildung
Das Schul- und Kindergartenwesen ist in einem eigenen Schul- und Kindergartensprengel gemeinsam mit der Parzelle Bings (Stadtteil von Bludenz) organisiert. Schule und Kindergarten befinden sich in Bings (ca. 1 km von Stallehr).

### Vereine
Vereinigte Harmoniemusik Stallehr-Bings-Radin, Funkenzunft Bings-Stallehr-Radin, Singgemeinschaft Bings-Stallehr-Radin, Kameradschaftsbund Bings-Stallehr, Verein für Stallehr, Chörle Sunshine & Jugendclub U99, Feuerwehr Bings-Stallehr (das Feuerwehrhaus steht in Bings).

## Politik

### Gemeindevertretung

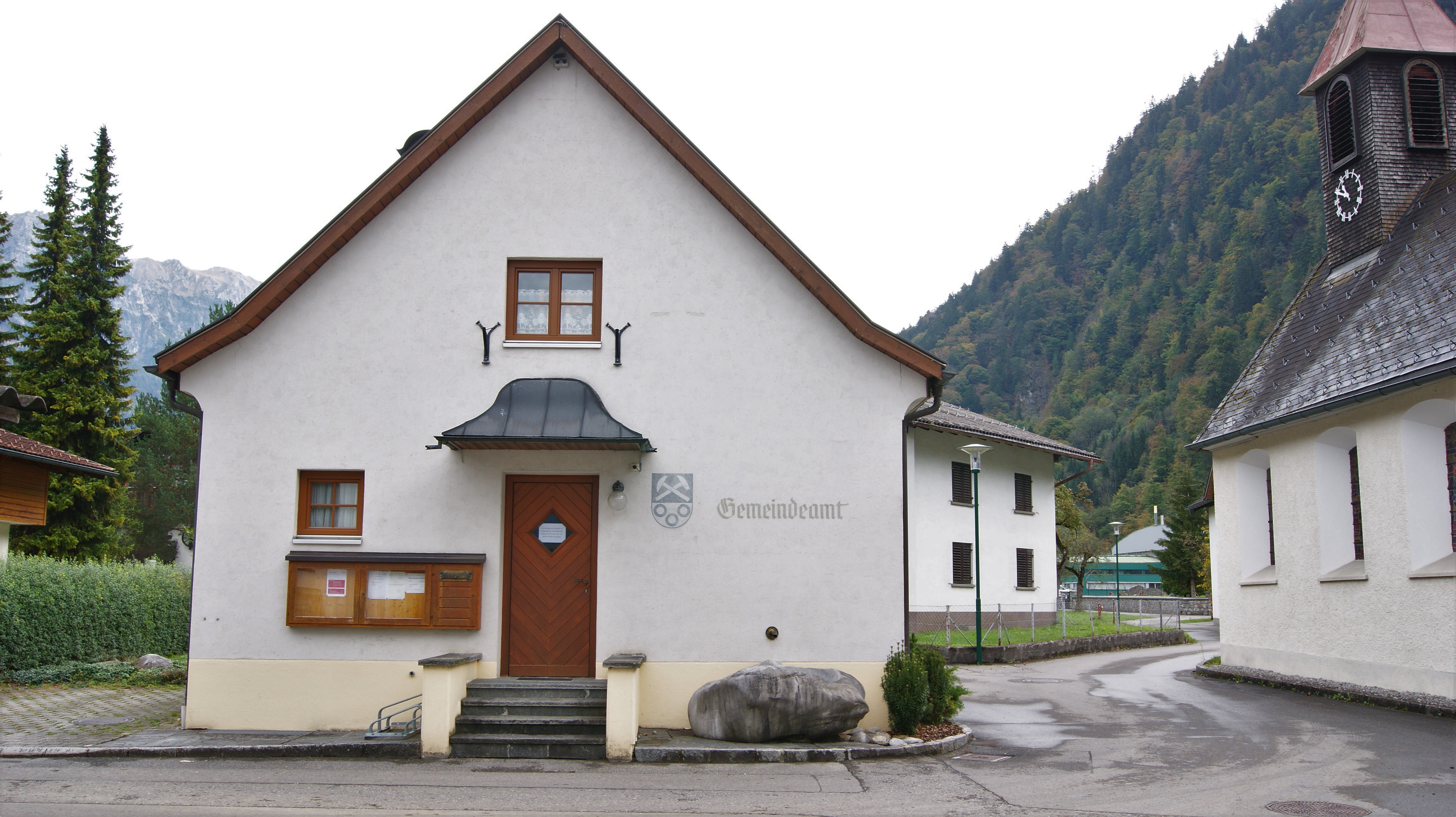
Gemeindeamt mit Steinbrunnen rechts vom Eingang, ganz rechts die Wallfahrtskirche Mariä Geburt

In Vorarlberg wählen die Bürger alle fünf Jahre die Mitglieder der Gemeindevertretung durch Ankreuzen eines Listen-Wahlvorschlages bzw. durch Mehrheitswahl wenn kein Listenvorschlag vorliegt. Weiters den Bürgermeister durch Ankreuzen eines Wahlvorschlages.

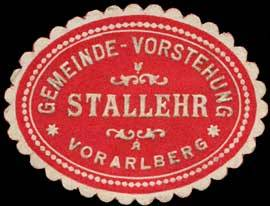
Historische Siegelmarke der Gemeindevorstehung (1850 bis 1923)

Die Gemeindevertretung wählt in der konstituierenden Sitzung aus ihrer Mitte – sofern keine Wahl durch die Bürger zustande kam – gemäß § 61 Gemeindegesetz einen Bürgermeister und dann einen mindestens dreiköpfigen Gemeindevorstand. Die Zahl dieser „Gemeinderäte“ darf aber gemäß § 55 den vierten Teil der Zahl der Gemeindevertreter nicht übersteigen.
Der Bürgermeister führt den Vorsitz bei den generell öffentlichen Sitzungen der Gemeindevertretung, in denen kommunale Belange besprochen und Beschlüsse gefasst werden. Beobachter haben kein Mitspracherecht und kein Stimmrecht. Die Gemeindevertretung kann nach Bedarf Ausschüsse bestellen. Sitzungen des Gemeindevorstandes und der Ausschüsse sind nicht öffentlich.

#### Sitzverteilung nach den Wahlen
- Gemeindevertretungswahlen 1985: Unabhängige Ortsliste Stallehr 9.[7]
- Gemeindevertretungswahlen 1990: Neue Liste Stallehr 9.[8]
- Gemeindevertretungswahlen 1995: Liste „Für Stallehr“ 9.[9]
- Gemeindevertretungswahlen 2000: Liste „für Stallehr“ 9.[10]
- Gemeindevertretungswahlen 2005: Liste für Stallehr 9.[11]
- Gemeindevertretungswahlen 2010: Liste „für STALLEHR“ 9.[12]
- Gemeindevertretungswahlen 2015: Liste „für Stallehr“ 9.[13]
- Gemeindevertretungswahlen 2020: Liste Für Stallehr 9.[14][15]
- Gemeindevertretungswahlen 2025: Liste „Für Stallehr“ 9.[16].

### Bürgermeister
Stallehr war 1938–1947 in Bludenz eingemeindet.
- 1947–1977 Eugen Burtscher[17]
- 1977–1990 Josef Schwärzler[17]
- 1990–2015 Bertram Luger[17][18]
- seit 2015 Matthias Luger[19][15]

### Wappen
Beschreibung: Das Wappen ist in Schwarz und Silber geteilt. Oben ein gekreuztes Bergwerkszeichen (Schlägel und Eisen) und unten drei Ringe, 2:1, in verwechselten Farben.
Symbolik: Die drei Ringe sind dem Wappen des Geschlechts der Rüdiger (mittelalterliches Rittergeschlecht) entnommen.

## Persönlichkeiten

### Ehrenbürger der Gemeinde
- Martin Thurnher (1844–1922), Lehrer und Politiker (CSP)